# Carla Matteini
Carla Matteini Zaccherelli (Florencia, 1939 - Madrid, 17 de septiembre de 2013) fue una traductora, profesora, gestora y dramaturga italiana afincada en España, especializada en el teatro contemporáneo. Sus traducciones y adaptaciones teatrales abarcaron desde las obras del Premio Nobel de Literatura, Darío Fo, hasta las de Pier Paolo Pasolini o Alberto Moravia. 

## Trayectoria
Se graduó en Filología Moderna por la Universidad de Roma y obtuvo la titulación superior en francés, inglés e italiano, dominando también a la perfección, entre otros, el español. Al poco de finalizar sus estudios se afincó en Madrid. 
Trabajó en el taller de traducción teatral de la Unión Europea con sede en Orleans, impartió formación sobre traducción de textos teatrales en las universidades de Alicante, Las Palmas, Murcia, Navarra y en la Real Escuela Superior de Arte Dramático. 
Además, participó en el equipo gestor del Teatro Español de Madrid durante la dirección de José Luis Gómez y en el Centro Dramático Nacional en la etapa de José Carlos Plaza. Formó parte, también, de grupos teatrales  como Tábano o Pequeño Teatro y fue miembro del consejo de redacción de publicaciones teatrales como Pipirijaina o Primer Acto, así como de El Público, la única publicación periódica institucional sobre teatro en aquellos momentos en España.  Su nombre era en homenaje a la obra El público de Federico García Lorca.
Fue destacada traductora de obras de teatro en francés, inglés e italiano al español e italiano y también adaptadora de los mismos, adecuando en muchos casos los textos al tipo de representación y/o época. Esto fue común en las adaptaciones de los textos de Darío Fo. 
Su primer trabajo como traductora fue para una compañía española de teatro independiente, Dido Pequeño Teatro de Madrid, cuyas representaciones apenas duraban los dos o tres días que tardaba la censura en prohibir la representación.
Fue de las primeras en traducir las obras de autores contemporáneos anglosajones e italianos al español. Además de Darío Fo, cuya primera traducción fue Muerte accidental de un anarquista, y de su mujer, Franca Rame, Matteini tradujo y adaptó obras de Steven Berkoff, Caryl Churchill, Bernard Marie Koltes, Alberto Moravia, Tony Kushner, Pier Paolo Pasolini o Ettore Scola, entre otros. 
Sobre su trabajo, Darío Fo señaló: «no exagero si afirmo que era la mejor traductora que he tenido, no sólo en español, sino en cualquier lengua» y el autor, Borja Ortiz de Gondra, destacó de ella que les había enseñado «la pasión y el compromiso radical por un teatro rabiosamente contemporáneo, que ella traducía pensando en la escena y trabajando codo a codo con los directores. Ella nos abrió los ojos a muchos y grandes autores de la escena contemporánea y luchó porque el teatro español se abriera a otros horizontes».
En 2021, Miguel Zabala dirigió el documental sobre su vida, Soy una asamblea, soy una revolución, en el que intervienen amigos, alumnos y el dramaturgo Juan Mayorga.  
El 18 de mayo de 2024 recibió un homenaje en el Teatro Fernán Gómez, Centro Cultural de la Villa de Madrid, con la participación de Ángela Monleón editora y directora de Primer acto, publicación en la que Carla perteneció a su Consejo de Redacción, Juan Margallo y Petra Martínez, fundadores del grupo Tábano, del quel formó parte, Borja Ortiz de Gondra, dramaturgo y Miguel Zavala.  